# Air Martinique

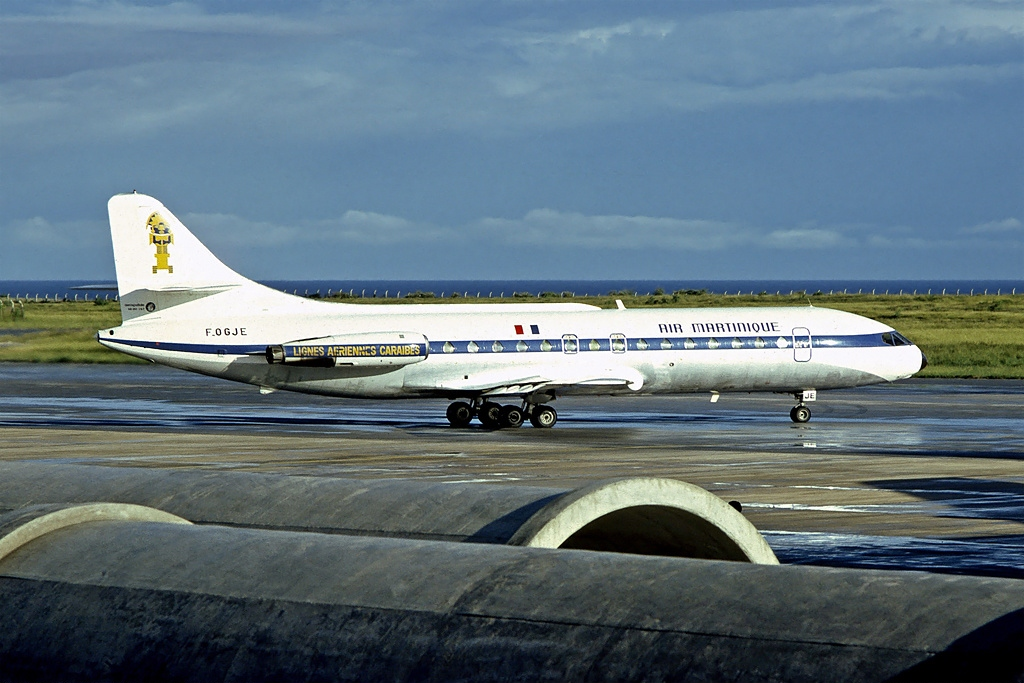
Caravelle aux couleurs de Air Martinique, à la Barbade en 1980.

Air Martinique  (Code IATA : PN ; code OACI : MTQ) est une compagnie aérienne française disparue, créée en 1974 avant de se fondre dans l'entité Air Caraïbes à partir de 2000.  
Son hub et son siège social se trouvaient à l'aéroport du Lamentin, appelé depuis 2007 Aéroport international de Martinique-Aimé-Césaire. 

## Histoire
Air Martinique voit le jour en 1974 sous le nom de Compagnie Aérienne d'Affretements Aériens (CAAA). 
A partir des années 1980, la compagnie se nomme Société Nouvel Air Martinique. 
Air Guadeloupe prend le contrôle d'Air Martinique en 1997. L'ensemble est réorganisé, incorporant aussi les petites compagnies Air Saint-Martin et Air Saint-Barthélémy, et la nouvelle entité devient Air Caraïbes en l'an 2000.

## Description
Au cours de son existence, elle a relié son hub martiniquais à d'autres aéroports des Antilles : Guadeloupe, Haïti, Dominique, Saint-Martin, etc. Pour cela, elle a utilisé des modèles variés d'avions court-courier de diverses tailles : Caravelle, Britten-Norman Islander, Dornier 228, Fokker F28, ATR-42, Beechcraft 99. Air Martinique a aussi brièvement réalisé deux liaisons plus lointaine : une ligne transatlantique avec l'aéroport de Paris-Orly en 1992-93 employant un DC-10-30 loué, et, en 1998, une liaison avec Miami en Boeing 737.